# Ancoraggio (PNL)
Nella programmazione neuro linguistica (PNL), l’ancoraggio (anchoring) o ancora (anchor) è un processo di associazione di una sensazione fisica a una risposta interna. Viene utilizzato sfruttando uno stimolo sensoriale memorizzato per portare ad un cambiamento nello stato d'animo. Questo sistema è derivato da tecniche di ipnoterapeuti esterni alla PNL come Milton Erickson, ed è usato anche nelle scuole di psicologia costruttivista.

## Definizione
La PNL sostiene che il nostro stato emozionale crea il nostro comportamento. Se siamo in uno stato negativo potremmo reagire facilmente con un comportamento poco efficiente, mentre se siamo in uno stato positivo potrà essere al contrario più efficiente, portando dei vantaggi nella comunicazione. Il nostro stato emotivo è il risultato di una combinazione tra processi fisici e mentali che influenzano il modo in cui il soggetto si relaziona con altre persone, e con quanta energia o entusiasmo è possibile porsi in determinati contesti. Il nostro stato influenza anche come noi filtriamo le informazioni. L'ancoraggio è una delle tecniche fondamentali della PNL nonché una delle più utilizzate dagli ipnotisti. È un potente strumento per creare un cambiamento ed è molto popolare per via del suo impatto immediato. Esso consiste nel selezionare stati emotivi per specifici contesti. In altre parole è uno stimolo capace di influenzare lo stato mentale ed emotivo di una persona. La tecnica consiste nel produrre uno stimolo in risposta ad uno stato d'animo proprio di un'esperienza passata. Come risultato, quello stato d'animo viene "ancorato" e portato al presente. Ad esempio, se viene ricercato lo stato della motivazione, è possibile richiamare (pensare) a tempi passati in cui ci si è sentiti molto motivati, e "ancorare" quello stato portando ad influenzare lo stato emotivo presente. È possibile anche rimuovere gli stati emotivi negativi trasformandoli all'interno del processo che porta allo stato positivo, una modalità chiamata collasso d'ancora. Normalmente ogni persona è influenzata dalle ancore nella vita quotidiana. Molte di queste sono applicate accidentalmente, così è possibile adottare uno stato d'animo positivo o negativo in risposta ad uno stimolo inconscio automatico.
Riuscire ad applicare la tecnica dell'ancoraggio dà al praticante di PNL la possibilità di produrre l'appropriato stato d'animo di cui ha bisogno in una certa situazione, e gli conferisce il potere di cambiare qualsiasi sensazione non desiderata o negativa attingendo da una selezione di stati memorizzati.

### Altre tipologie

#### Catena di ancore
La catena di ancore (chaining anchor) è un insieme di più ancore collegate tra loro, ognuna delle quali associata ad un particolare stato emotivo. La caratteristica di questo tipo di ancoraggio è che basta innescare l'ancora iniziale per attivare l'intera catena. Questa forma di ancoraggio consiste nel collegare tra loro sequenze di diversi stati facilmente e automaticamente. L'obiettivo è passare dallo stato presente allo stato desiderato creando una serie di ancore che portano verso una direzione. È una forma di ricalco e guida (pacing and leading) perché il cambiamento avviene tramite una serie di passi concatenati. La catena di ancore può essere usata quando una persona incappa in un particolare stato indesiderato, così per passare allo stato ricercato evitando un cambiamento troppo brusco, sceglie di attuare una serie di passaggi che lo portano allo stato ricercato in modo graduale. Può essere usato ad esempio se una persona è in uno stato di rabbia intendendo arrivare ad uno stato di amore, o se prova paura e vuole arrivare a gestire la situazione. La sequenza di passaggi da rabbia a amore potrebbe essere: rabbia - rassegnazione - accettazione - amore, mentre da paura a prontezza: paura - ansia - anticipazione - prontezza.
Per compiere ciò, l'ancora cinestesica viene creata usando un punto del corpo per indicare ogni passaggio in una sequenza di stati. Ad esempio lo stato di rabbia viene ancorato ai polsi. Il secondo stato, di rassegnazione, viene ancorato agli avambracci, l'accettazione alle braccia e la prontezza alle spalle. Ogni ancora viene creata e testata in sequenza. La prima ancora è quindi usata per innescare una sequenza di stati che portano gradualmente verso lo stato positivo. Ogni ancora viene attivata in un certo ordine portando all'ancora successiva fino a raggiungere il picco. Ciò significa che lo stato di partenza serve come innesco per portare all'ancora successiva della catena. Questo processo deve essere ripetuto più volte per fare in modo che operi automaticamente.

#### Ancora a scivolata
L’ancora a scivolata (sliding anchor) può essere usata per intensificare o diminuire uno stato facendo "scivolare" l'ancora cinestesica oltre il picco di intensità dello stato originario. Gran parte delle ancore cinestesiche sono attive o non attive, e ciò accade anche per le ancore a scivolata. Ciò significa che possono essere spostate dai polsi fino alla spalla. Il beneficio dato dalle ancore a scivolata è quello di riuscire ad avere un maggior controllo dell'esperienza, avendo la possibilità di regolarne letteralmente l'intensità. Per mettere in pratica un’ancora a scivolata è necessario per prima cosa pensare ad un'esperienza piacevole. Una volta individuato lo stato, si ancora questa esperienza ad un polso con un dito dell'altra mano. Il processo di regolazione dell'intensità prevede di muovere il dito lentamente su per il braccio. Durante l'atto si percepisce un senso di piacere crescente. Si prosegue ulteriormente nel movimento provando sempre più piacere. Quando si raggiunge il livello della spalla si prova un senso di estasi.

#### Collasso d'ancora
Il collasso d'ancora (collapsing anchor) è un processo di neutralizzazione di uno stato d'animo negativo scatenando due risposte incompatibili tra loro allo stesso momento. Se due stati d'animo contrastanti vengono ancorati e attivati contemporaneamente, l'ancora più forte sovrasta la più debole. Quindi si dovrebbe fare in modo che lo stato negativo collassi su quello positivo. Il sistema nervoso non può gestire due diversi stati d'animo incompatibili contemporaneamente. Per collassare un'ancora indesiderata, bisogna avere accesso e ancorare lo stato indesiderato e quello desiderato, poi attivare entrambe le ancore allo stesso tempo. Per ciò che la tecnica sia efficace è necessario che l'ancora positiva sia più forte. Se ciò non avviene, è necessario ampliare ulteriormente le risorse positive. Questo processo a volte può risultare in un breve periodo di confusione, che è seguito dallo stato desiderato.

#### Estinzione d'ancora
Esistono vari modi per cancellare o estinguere un'ancora. Un modo comune è la desensibilizzazione. Se ad esempio una persona ha una fobia per i serpenti, è possibile aumentare gradualmente l'esposizione ad essi, iniziando dall'osservazione di immagini che li raffigurano, fino ad averne uno dall'altra parte della stanza. Facendo questo si riduce il potere dell'ancora di evocare la risposta.

## Applicazione
Per creare un’ancora è necessario identificare lo stato emotivo che si desidera, ad esempio la confidenza. Una volta selezionato lo stato emotivo, il praticante di PNL richiama a particolari periodi della sua vita in cui si è sentito in un particolare stato emotivo di confidenza. Il contesto della situazione non è importante; la tecnica consiste solo nel richiamare quella forte esperienza. Quando viene raggiunto lo stato d'animo desiderato, si ancora quella sensazione ad uno specifico innesco (trigger), ad esempio un particolare gesto con la mano. Si ripete il processo finché lo stato desiderato non viene condizionato dall'ancora. Ogniqualvolta si innescherà quest'ancora, questa riuscirà a portare il soggetto allo stato emotivo associato.
Elementi essenziali per far funzionare l'ancora:.
- Intensità dell'esperienza: l'ancora è più efficace se la persona richiama la più intensa esperienza in cui è stato vissuto quello stato. Per i migliori risultati, un'ancora dovrebbe essere creata quando l'esperienza è al massimo dell'intensità.
- Tempistica dell'ancora: l'ancora viene applicata subito prima che lo stato raggiunga il suo picco e liberata non appena l'ha raggiunto.
- Unicità dello stimolo: l'ancora dovrebbe rappresentare qualcosa di improbabile da innescare quando essa non è ricercata come tale. Ad esempio, se per l'attivazione di un'ancora come la creatività viene usata una stretta di mano, essa può essere innescata ogni volta che si stringe una mano, non solo quando si intende volutamente accedere a quello stato. Esistono quindi certe zone che possono presentarsi più adatte per l'innesco, come le nocche o i lobi dell'orecchio, perché meno facilmente esposte al rischio di innescare l'ancora involontariamente.
- Riproduzione dello stimolo: esercitarsi a tenere viva l'ancora nel tempo la mantiene e ne aumenta il potere.
- Numero di volte: applicando l'ancora diverse volte durante la fase di elaborazione ne aumenta il potere.

## Fondamento e origini
L’ancoraggio è una risposta ad uno stimolo applicata ad uno stato d'animo. Esso abilita il praticante di PNL ad avere accesso ad una serie di stati interiori e selezionarli. Ogni stato a cui si ha accesso viene associato al contesto in cui questo serve, influenzando sia lo stato interno che esterno, condizionando quindi i pensieri e il comportamento. L’ancoraggio è qualsiasi stimolo che porta il praticante indietro in uno specifico periodo e luogo. Ad esempio un brano musicale può portarci indietro a dei tempi e dei luoghi, portandoci a riattivare l'intera memoria di quell'esperienza portandola allo stato presente. La memoria è impostata in modo che ci sia una connessione tra il contesto e lo stato emotivo associato. Un ancoraggio può essere un impulso sensitivo (visio, uditivo, cinestesico, olfattivo, gustatorio) che era parte dell'esperienza originale. Oppure può essere una parola, magari connessa con l'etichetta che è stata usata per definire quello stato.

## Principi dell'ancoraggio
L’ancoraggio o risposta allo stimolo è basato sulla teoria del riflesso condizionato del fisiologo russo Ivan Pavlov (1904-1927). Pavlov studiò il lavoro di Twitmeyer (1902) che identificò la risposta improvvisa del ginocchio al battito di un martello (riflesso patellare). Nelle sue ricerche, Pavlov dimostrò che i cani riuscissero a sviluppare un riflesso salivatorio che poteva essere condizionato da uno stimolo innaturale come un segnale acustico, dove i cani collegavano questo stimolo al cibo. I cani avrebbero sviluppato una risposta associativa tra il segnale acustico e il cibo, anche quando il cibo non veniva mostrato. Pavlov riuscì anche a dimostrare come il riflesso condizionato potesse essere eliminato usando un processo simile. Altri ricercatori (Skinner, 1938) successivamente estesero la teoria del fisiologo russo, dimostrando che gli individui generalizzano sulla risposta comportamentale in situazioni simili all'originale dove il riflesso condizionato era stato scoperto. Egli allargò ulteriormente la sua teoria includendo un rinforzamento negativo o una fuga dall'apprendimento quando un soggetto rimuove o evita qualcosa di spiacevole. Queste conclusioni furono supportate dai lavori di Adler e Pert (1997). Damasio (1994) stabilì che il condizionamento causa l'eccitamento dei neuroni che mantengono una memoria neurale in risposta ad un impulso, risultando in una liberazione di neurotrasmettitori e l'attivazione del neurone successivo, da cui l'attivazione dell'intera catena neurale, portando infine ad una risposta del comportamento.

## Evidenze scientifiche
Ad oggi la programmazione neuro linguistica, e molte delle tecniche ad essa associate, non hanno un riscontro scientifico, ovvero sono state sottoposte a verifica con metodo scientifico e non lo hanno superato.